# بين هولينغسوررث
بين هولينغسوررث (بالإنجليزية: Ben Hollingsworth)‏ هو لاعب كرة قدم أمريكي، ولد في 6 يونيو 1982 في مونت بليستانت في الولايات المتحدة. لعب مع تشارلستون بيتري ونادي مكابي تل أبيب.